# Say What?
Say What? è stato un programma televisivo di MTV Italia presentato da Marco Maccarini con l'aiuto di Nanà Cristiana Paolucci.
Nel programma alcuni concorrenti si sfidavano a colpi di karaoke giudicati dal pubblico e da una giuria di qualità composta da tre giudici: il primo giudicava il look, il secondo giudicava le abilità canore e il terzo dava un giudizio generale.
Durante la diretta inoltre era presente anche il cosiddetto momento della ruota: i concorrenti giravano la ruota per sapere che canzone cantare. Sulla ruota c'erano i titoli di alcune canzoni che potevano essere decise dalla sorte, dalla giuria, dal pubblico o da Maccarini. Solitamente se il concorrente era uomo Marco sceglieva una canzone da donna, al contrario, se il concorrente era donna sceglieva una canzone da uomo.